# Горінхем
Горінхем (нід. Gorinchem, також Горкум нід. Gorcum) — місто і громада у провінції Південна Голландія. Загальна площа склала 21.93 км², з них 3.01 км² по воді. Станом на 2014-й рік загальна кількість мешканців — 35,271 осіб.

## Історія
Перші людські поселення на місці нинішнього Горінхема існували приблизно 1000 років тому. Вперше у письмовому вигляді Ґорінхем був згаданий у 1224. У 1382 році — отримує статус міста. Після того, як влада роду ван Аркол (рід мав неабиякий вплив у місті) почала згасати, Ґорінхем у 1417 році переходить до графства Голландія. З 1566-о року містяни приймають протестантизм. У 1572 місто захопили повсталі гези, які закатували 19 католицьких священиків оскільки ті відмовилися зректися своєї віри. У 1609 місто оточили новими фортефікаційними стінами. У 1860 до міста була підведена залізнична лінія.

## Населення
Станом на 31 січня 2022 року населення муніципалітету становило 37635 осіб. Виходячи з площі муніципалітету 18,83 кв. км., станом на 31 січня 2022 року густота населення становила 1.999  осіб/кв. км.
За даними на 1 січня 2020 року 26,6%  мешканців муніципалітету мають емігрантське походження, у тому числі 10,0%  походили із західних країн, та 16,6%  — інших країн.

## Економіка
Станом на 2018 рік середній дохід домогосподарства становить 28,8 тис. євро.

## Відомі мешканці
- Корнеліс Сафтлевен — голландський художник та графік.
- Ян ван дер Гейден — нідерландський художник епохи бароко і винахідник.